# Kanton Liévin-Nord
Liévin-Nord (Nederlands: Lieven-Noord) was een kanton van het Franse departement Pas-de-Calais. Het kanton maakte deel uit van het arrondissement Lens.
Het werd opgeheven vanaf 2015 ingevolge het decreet van 24 februari 2014.

## Gemeenten
Het kanton Liévin-Nord omvatte de volgende gemeenten:
- Grenay
- Liévin (Lieven) (deels, hoofdplaats)